# Hoa hậu Quý bà Hoàn cầu
Hoa hậu Quý bà Hoàn cầu (tiếng Anh: Mrs. Globe) là cuộc thi sắc đẹp dành cho các phụ nữ trên 25 tuổi và đều đã kết hôn hoặc đã là cha mẹ. Cuộc thi liên quan nhiều đến công việc từ thiện.

## Danh sách các Hoa hậu Quý bà Hoàn cầu
| Năm  | Quốc gia    | Người chiến thắng    | Nơi tổ chức            | Số lượng |
| ---- | ----------- | -------------------- | ---------------------- | -------- |
| 2022 | Thái Lan    | Maynus Sorrayutsenee | California, Hoa Kỳ     | 65       |
| 2020 | Nga         | Ksenia Krivko        | Thâm Quyến, Trung Quốc | 102      |
| 2019 | Nga         | Alisa Tulynina       | Thâm Quyến, Trung Quốc | 65       |
| 2018 | Litva       | Tatyana Lavrinovič   | Thâm Quyến, Trung Quốc | 64       |
| 2017 | Belarus     | Svetlana Kuznetsova  | Grodno, Belarus        | 60       |
| 2016 | Lebanon     | Sylvia Yammine       | Thâm Quyến, Trung Quốc | 60       |
| 2015 | Nam Phi     | Riana Mooi           | Thâm Quyến, Trung Quốc | 62       |
| 2014 | Trung Quốc  | Yi Quin              | Thâm Quyến, Trung Quốc | 40       |
| 2013 | Hà Lan      | Sheryl Lynn Baas     | Không rõ               | 40       |
| 2012 | Ukraine     | Anna Shchapova       | Không rõ               | 40       |
| 2011 | Nga         | Alisa Krylova        | Yakutia, Nga           | 40       |
| 2010 | Armenia     | Gohar Harutyunyan    | Không rõ               | 40       |
| 2008 | Ukraine     | Iryna Chernomaz      | Không rõ               | 40       |
| 2007 | Bỉ          | Daisy Van Cawenbergh | Không rõ               | 36       |
| 2006 | Greece      | Mada Papadakos       | Không rõ               | 36       |
| 2005 | Venezuela   | Rosa Terenzio        | Không rõ               | 36       |
| 2004 | Bulgaria    | Rumyana Marinova     | Không rõ               | 36       |
| 2003 | Greece      | Lila Karakitsakis    | Không rõ               | 36       |
| 2002 | Tây Ban Nha | Dolores Couceiro     | Không rõ               | 36       |
| 2001 | Hoa Kỳ      | Stacey Cooper        | Không rõ               | 36       |
| 2000 | Liban       | Claude Attie         | Không rõ               | 36       |
| 1999 | Albania     | Valbona Selimllari   | Không rõ               | 36       |
| 1998 | Latvia      | Ieva Bondare         | Không rõ               | 36       |
| 1997 | Greece      | Anthy Priovolous     | Không rõ               | 36       |
| 1996 | Hoa Kỳ      | Tracy Kemble         | Không rõ               | 36       |

## Thành tích của các nước
Dưới đây là số lần đăng quang theo quốc gia tính đến 2022:
| Quốc gia/Lãnh thổ | Số lần | Năm              |
| ----------------- | ------ | ---------------- |
| Nga               | 3      | 2011, 2019, 2020 |
| Hy Lạp            | 3      | 1997, 2003, 2006 |
| Liban             | 2      | 2000, 2016       |
| Ukraine           | 2      | 2008, 2012       |
| Hoa Kỳ            | 2      | 1996, 2001       |
| Thái Lan          | 1      | 2022             |
| Litva             | 1      | 2018             |
| Belarus           | 1      | 2017             |
| Nam Phi           | 1      | 2015             |
| Trung Quốc        | 1      | 2014             |
| Hà Lan            | 1      | 2013             |
| Armenia           | 1      | 2010             |
| Bỉ                | 1      | 2007             |
| Venezuela         | 1      | 2005             |
| Bulgaria          | 1      | 2004             |
| Tây Ban Nha       | 1      | 2002             |
| Albania           | 1      | 1999             |
| Latvia            | 1      | 1998             |